# Gainford (Royaume-Uni)
Pour les articles homonymes, voir Gainford.
Gainford est un village et une paroisse civile du comté de Durham, en Angleterre. Il est situé dans le sud du comté, sur la berge nord de la Tees, à mi-chemin entre les villes de Barnard Castle et Darlington. Au recensement de 2011, il comptait 1 241 habitants.

## Étymologie
Le nom Gainford provient des éléments vieil-anglais ford « gué » et gegn « direct » (le G initial témoigne d'une influence norroise). Il désigne sous les formes Gegnforda et Gegenforda vers 1040.

## Histoire
D'après la Historia de sancto Cuthberto, l'église de Gainford est fondée par l'évêque de Lindisfarne Ecgred (830-845).